# Championnat de Dominique de football 2001
Navigation
Saison 1997 Saison suivante
La saison 2001 du Championnat de Dominique de football est la cinquante-et-unième édition du championnat national en Dominique. Les dix équipes engagées sont regroupées au sein d'une poule unique et ne s'affrontent qu'une seule fois. Le dernier du classement final est relégué et remplacé par le meilleur club de First Division.
C'est le club de Harlem Bombers, double tenant du titre, qui remporte à nouveau la compétition cette saison après avoir terminé en tête du classement final, ne devançant Dublanc Strikers qu'à la différence de buts. Il s’agit du seizième titre de champion de Dominique de l'histoire du club.

## Les clubs participants
- DCP Harlem Bombers
- Woodbridge SC
- Saint-Joseph FC
- Zebians FC
- Kensbro SC
- Potters SC
- Pointe-Michel FC
- Dublanc Strikers
- South East Combined
- Bluestars SC

## Compétition
Le barème de points servant à établir le classement se décompose ainsi :
- Victoire : 3 points
- Match nul : 1 point
- Défaite : 0 point

### Classement
| Rang | Équipe              | Pts | J | G | N | P | Bp | Bc | Diff |
| ---- | ------------------- | --- | - | - | - | - | -- | -- | ---- |
| 1    | Harlem BombersT     | 22  | 9 | 7 | 1 | 1 | 25 | 11 | +14  |
| 2    | Dublanc Strikers    | 22  | 9 | 7 | 1 | 1 | 18 | 7  | +11  |
| 3    | South East Combined | 19  | 9 | 6 | 1 | 2 | 19 | 11 | +8   |
| 4    | Bluestars SC        | 15  | 9 | 4 | 3 | 2 | 24 | 13 | +11  |
| 5    | Kensbro SC          | 14  | 9 | 4 | 2 | 3 | 20 | 15 | +5   |
| 6    | Zebians FC          | 12  | 9 | 4 | 0 | 5 | 23 | 14 | +9   |
| 7    | Pointe Michel FC    | 10  | 9 | 3 | 1 | 5 | 15 | 15 | 0    |
| 8    | Saint-Joseph FC     | 8   | 9 | 2 | 2 | 5 | 12 | 19 | -7   |
| 9    | Potters SC          | 4   | 9 | 1 | 1 | 7 | 3  | 20 | -17  |
| 10   | Woodbridge SC       | 3   | 9 | 1 | 0 | 8 | 7  | 33 | -26  |

|  | Champion de Dominique 2001   |
|  | Relégation en First Division |
|  | T : Tenant du titre          |

## Bilan de la saison
| Championnat de Dominique de football 2001 |                                |
| Champion                                  | DCP Harlem Bombers (16e titre) |
| Qualifications continentales              |                                |
| CFU Club Championship 2001                | Aucun                          |
| Promotions et relégations                 |                                |
| Promus en National Premier League         | Bombers FC                     |
| Relégués                                  | Woodbridge SC                  |